# Roger Schütz
Roger Louis Schütz-Marsauche (12. května 1915, Provence ve Švýcarsku – 16. srpna 2005, Taizé), známý jako Bratr Roger, byl mnich, zakladatel a převor ekumenického společenství ve francouzském Taizé. Bratr Roger vyšel ze své rodné protestantské víry a „přijal plnost katolické víry“, aniž by se celkově zřekl svého protestantského dědictví.
V letech 1937 až 1940 studoval Schütz teologii v Lausanne a Štrasburku. Roku 1940 přišel do Taizé v Burgundsku a založil zde komunitu Taizé, ekumenický mužský řád. V roce 1949 složilo sliby prvních sedm bratří, nyní společenství čítá asi sto bratrů, katolíků i protestantů různých vyznání.
Toto společenství v Taizé se věnuje praktickému ekumenismu a to zvláště mezi mladými křesťany. V Taizé vznikl nový způsob soužití lidí různých vyznání a putují sem každoročně statisíce mladých lidí z celé Evropy.
Za své „dílo smíření“ obdržel Schütz mj. Templetonovu cenu (1974), mezinárodní Cenu Karla Velikého a Cenu UNESCO za výchovu k míru.
16. srpna 2005 byl při večerní modlitbě v kostele Smíření v Taizé napaden duševně vyšinutou ženou, které ho několikráte bodla do krku. Na následky těžkých zranění během několika minut zemřel. Vražedkyně byla zadržena věřícími a předána policii. Je po něm pojmenována starokatolická kaple bratra Rogera z Taizé v Českém Těšíně, kterou adaptovala a využívá k bohoslužbám starokatolická farnost v Českém Těšíně.